# George Washington Birthplace National Monument
Pour les articles homonymes, voir George Washington (homonymie).
Le monument national du Lieu de Naissance de George Washington (anglais : George Washington Birthplace National Monument) est une reconstitution du manoir familial de style georgien et de son domaine agricole historique de 220 hectares, de Popes Creek (en) en Virginie, aux États-Unis (à 80 km au sud de Washington D.C.) où est né George Washington en 1732 (père-fondateur et premier président des États-Unis en 1789). Ce lieu commémoratif est désigné monument national et écomusée historique des États-Unis depuis 1932,,.

## Histoire
John Washington (arrière-grand-père anglais, immigré aux États-Unis, de George Washington) fonde cet important domaine agricole-ranch-plantation de la colonie de Virginie de l'Empire britannique, en 1657 (actuel comté de Westmoreland) sur les rives du fleuve Potomac, à 8 km au nord-ouest de Colonial Beach (avant la conquête de l'Ouest et du Sud des États-Unis du XIXe siècle) pour y cultiver en particulier du tabac, du blé, et élever du bétail.

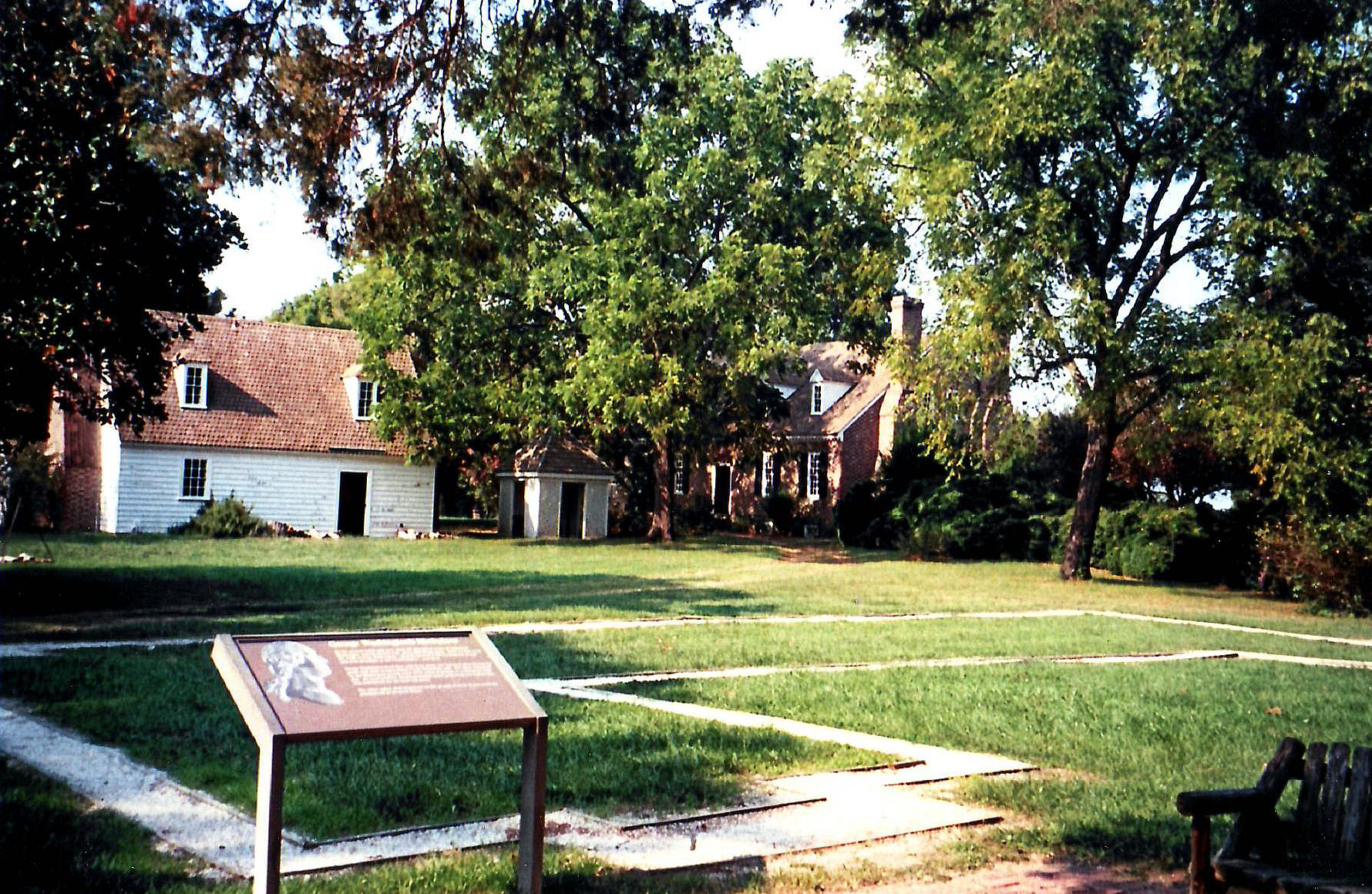
Contour de la fondation de la maison de naissance de Washington, devant la maison commémorative (arrière droit).
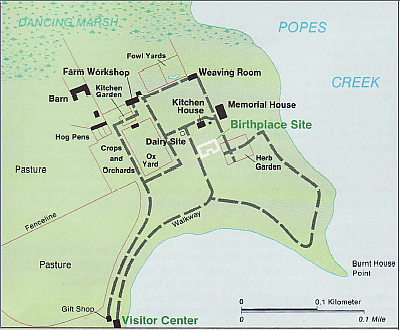
Plan du domaine.
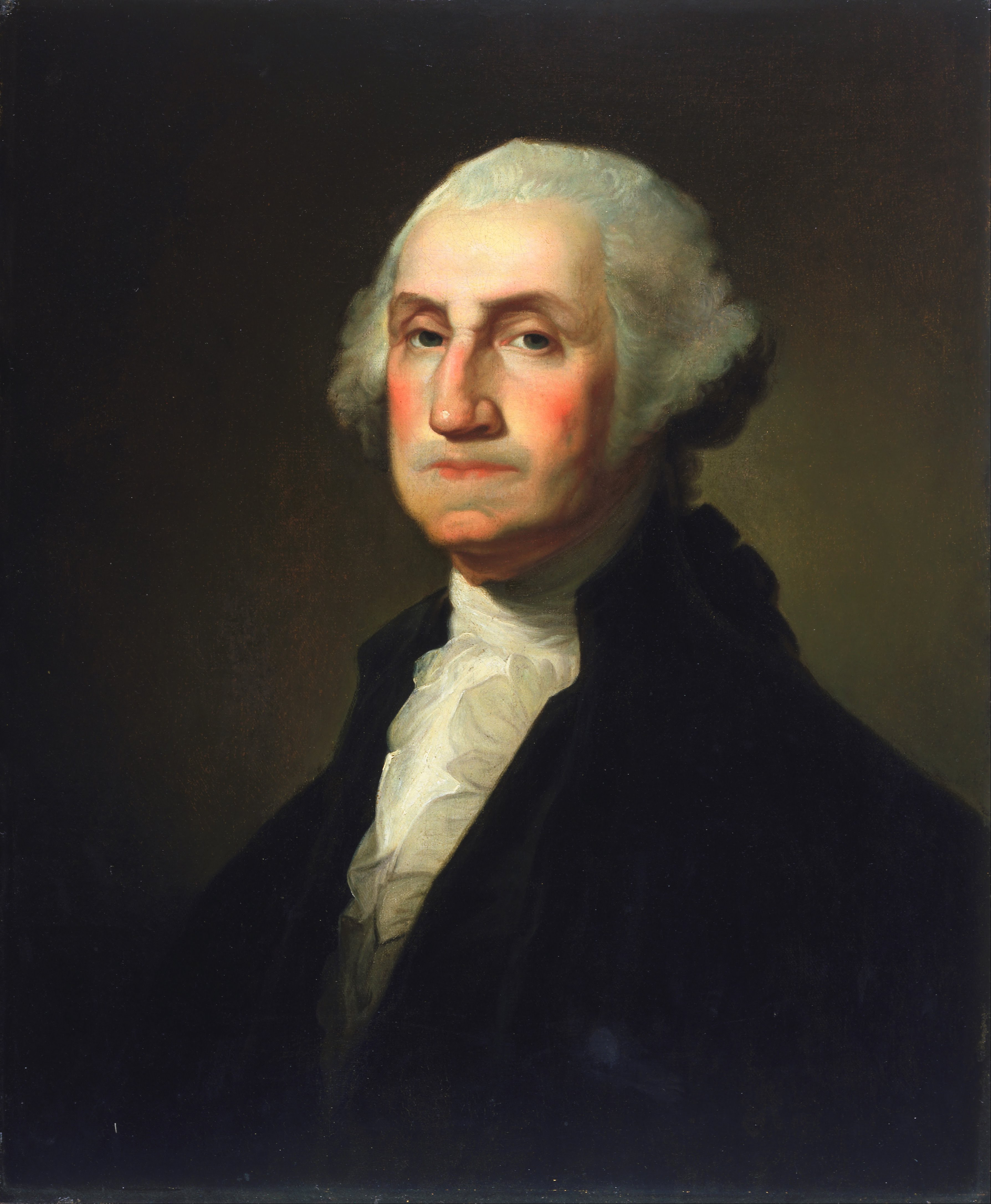
George Washington, en 1803

Il étend son domaine familial à plus de 3 000 hectares, en particulier avec Mount Vernon près de Washington D.C., hérité plus tard par George Washington,, (qui devient le père-fondateur et premier président des États-Unis en 1789, après avoir remporté la guerre d'indépendance des États-Unis en 1783, et fondé Washington D.C. et la Constitution des États-Unis en 1787, et la Maison-Blanche en 1792).

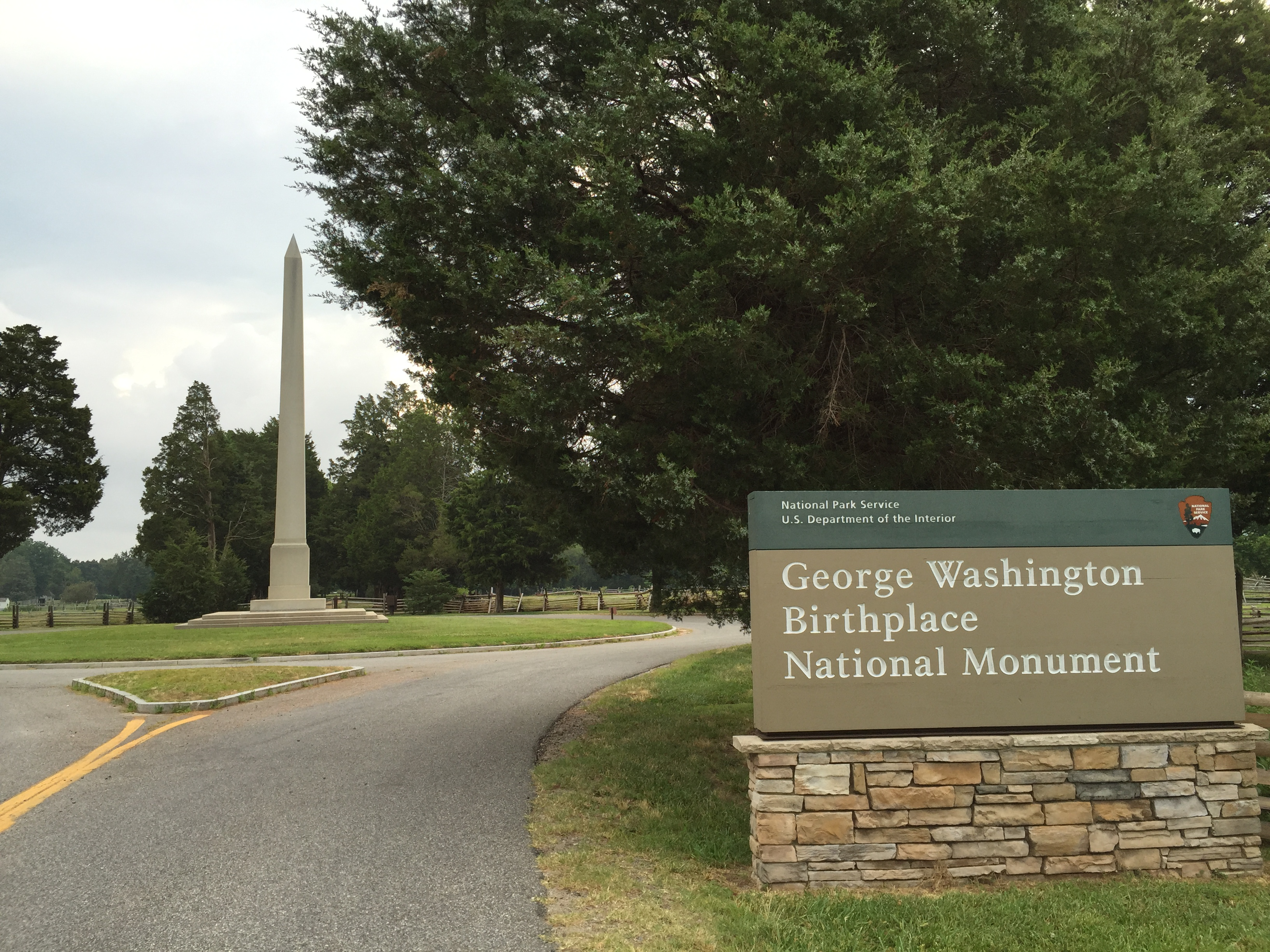
Obélisque commémoratif.
Vue aérienne.
Log House

Augustine Washington (petit-fils héritier du précédent) construit sa maison sur ce domaine familial, entre 1722 et 1726, où il vit avec sa seconde épouse Mary Ball Washington, et où naît leur fils George Washington le 22 février 1732. La maison est détruite par un incendie le jour de Noël 1779, durant la révolution américaine.

## Mémorial-écomusée
Ce domaine familial de 220 hectares tombe dans un état d'abandon progressif après la disparition de George Washington. Le Congrès des États-Unis approuve en 1893 la construction d'un obélisque de 15 m de haut, construit en 1896 pour marquer ce lieu de naissance (réplique du Washington Monument de 169 m, inauguré le 21 février 1885 à Washington DC).

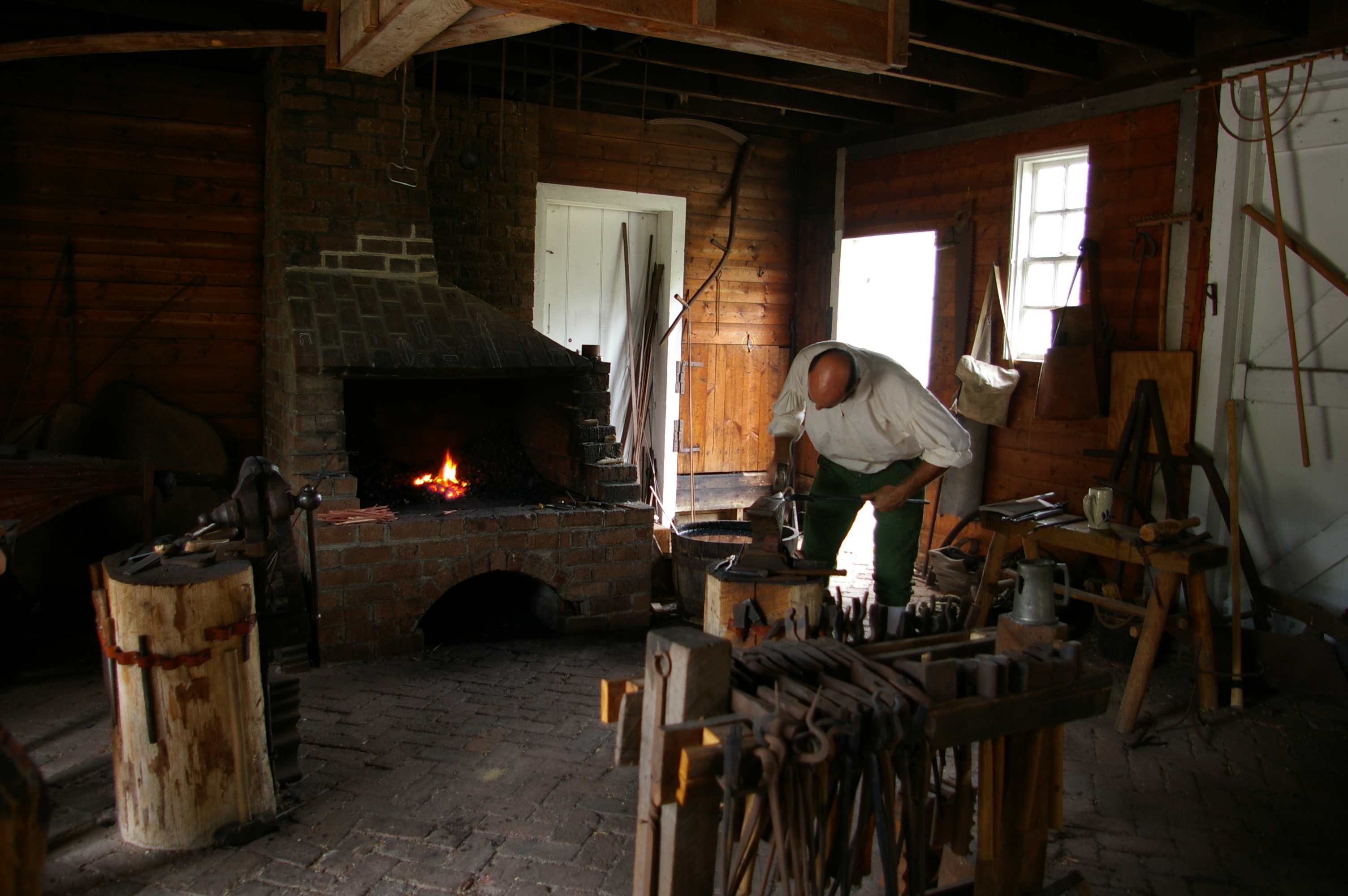
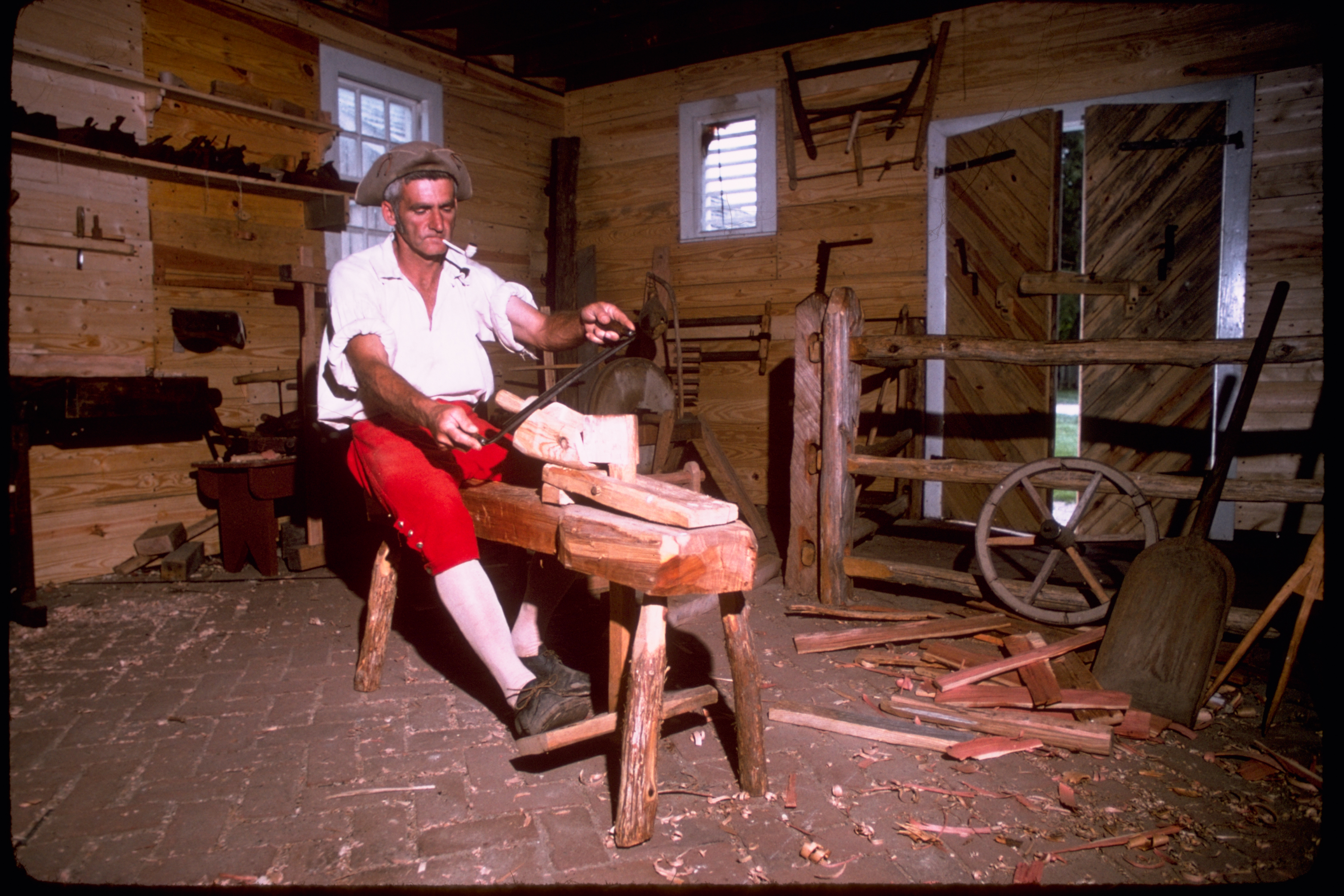
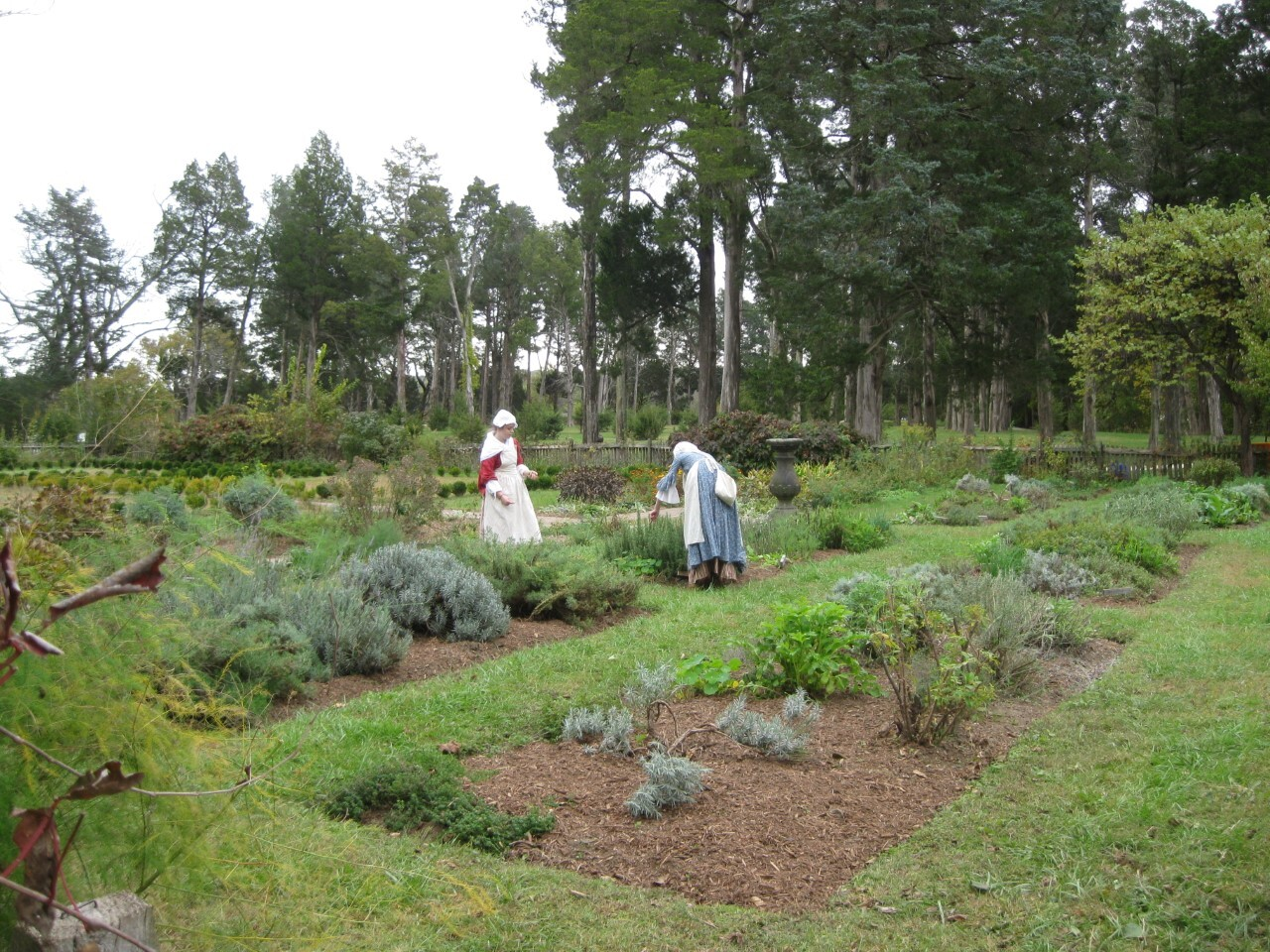

Un manoir commémoratif Memorial House est reconstruit en style georgien, avec meubles, décor et objets d'époque (l'apparence originale de la maison avant incendie est inconnue) ouvert en écomusée par le National Park Service en 1932, à l'occasion du 200e anniversaire de la naissance de George Washington. Les fondations et contours de la maison d'origine, brûlée en 1779, sont découvertes et tracées au sol depuis 1936, à proximité du Memorial House,. 32 membres de la famille Washington reposent dans un lieu de sépultures familiales de ce site historique, dont le père, grand-père, et arrière-grand-père de George Washington.